# Bajura Afuera
Bajura Afuera es un barrio ubicado en el municipio de Manatí en el estado libre asociado de Puerto Rico. En el Censo de 2010 tenía una población de 677 habitantes y una densidad poblacional de 98,94 personas por km².

## Geografía
Bajura Afuera se encuentra ubicado en las coordenadas 18°26′8″N 66°30′55″O / 18.43556, -66.51528. Según la Oficina del Censo de los Estados Unidos, Bajura Afuera tiene una superficie total de 6.84 km², de la cual 6.56 km² corresponden a tierra firme y (4.09%) 0.28 km² es agua.

## Demografía
Según el censo de 2010, había 677 personas residiendo en Bajura Afuera. La densidad de población era de 98,94 hab./km². De los 677 habitantes, Bajura Afuera estaba compuesto por el 81.68% blancos, el 7.53% eran afroamericanos, el 7.53% eran de otras razas y el 3.25% pertenecían a dos o más razas. Del total de la población el 100% eran hispanos o latinos de cualquier raza.